# 1955 en Ontario
Chronologie de l'Ontario
- 1951
- 1952
- 1953
- 1954
- 1955
- 1956
- 1957
- 1958
- 1959

Cette page concerne des événements d'actualité qui se sont produits durant l'année 1955 dans la province canadienne de l'Ontario.

## Politique
- Premier ministre : Leslie Frost du parti progressiste-conservateur de l'Ontario
- Chef de l'Opposition :
- Lieutenant-gouverneur :
- Législature :

## Événements

### Février
- 1er février : la Banque de Toronto et la Banque Dominion fusionnent pour former la Banque Toronto-Dominion.

## Naissances
- Frank de Jong, chef du Parti vert de l'Ontario.
- 15 juin : Mauril Bélanger, député fédéral d'Ottawa-Vanier (depuis 1995).
- 19 juillet : Dalton McGuinty, premier ministre de l'Ontario.

## Décès
- 4 mars : Rork Scott Ferguson (en), député fédéral de Hastings—Peterborough (1935-1940) (° 10 février 1884).
- 24 avril : Walter Seymour Allward, sculpteur (° 18 novembre 1876).
- 10 mai : Tommy Burns, boxeur (° 17 juin 1881).
- 1er octobre : Charles Christie, l'un des fondateurs d'un studio du cinéma Christie Film Company (° 1er avril 1880).